# 27-й отдельный зенитный артиллерийский дивизион
27-й отдельный зенитный артиллерийский дивизион - воинское подразделение вооружённых сил СССР в Великой Отечественной войне. Во время ВОВ в РККА и ПВО существовало пять формирований подразделения с одним и тем же номером, а также в составе ПВО ВМФ имелся 27-й отдельный зенитный артиллерийский дивизион Балтийского флота.

## 27-й отдельный зенитный артиллерийский дивизион Южного, Юго-Западного, Сталинградского фронтов, 6-й армии
В составе действующей армии с 22.06.1941 года по 05.08.1942.
Был вооружён 37-миллиметровыми зенитными установками.
На 22.06.1941 года находился в Одесском военном округе в составе 15-й бригады ПВО, дислоцировался в Одессе, обеспечивал её воздушное прикрытие. По-видимому в августе 1941 года был эвакуирован и направлен на левый берег Днепра, северо-западнее Днепропетровска, где осуществлял воздушное прикрытие войск в ходе Донбасской оборонительной операции 1941 года. В 1942 году принимал участие в Барвенково-Лозовской наступательной операции, в мае 1942 — в Харьковском сражении.
Можно предположить, что летом 1942 года был уничтожен и 05.08.1942 исключён из списков.

### Подчинение
| Дата            | Фронт (округ)          | Армия     | Корпус | Дивизия | Бригада          | Примечания |
| --------------- | ---------------------- | --------- | ------ | ------- | ---------------- | ---------- |
| 22.06.1941 года | Одесский военный округ | -         | -      | -       | 15-я бригада ПВО | -          |
| 01.07.1941 года | Южный фронт            | -         | -      | -       | 15-я бригада ПВО | -          |
| 10.07.1941 года | Южный фронт            | -         | -      | -       | 15-я бригада ПВО | -          |
| 01.08.1941 года | Южный фронт            | -         | -      | -       | 15-я бригада ПВО | -          |
| 01.09.1941 года | Южный фронт            | 6-я армия | -      | -       | -                | -          |
| 01.10.1941 года | Юго-Западный фронт     | 6-я армия | -      | -       | -                | -          |
| 01.11.1941 года | Юго-Западный фронт     | 6-я армия | -      | -       | -                | -          |
| 01.12.1941 года | Юго-Западный фронт     | 6-я армия | -      | -       | -                | -          |
| 01.01.1942 года | Юго-Западный фронт     | 6-я армия | -      | -       | -                | -          |
| 01.02.1942 года | Юго-Западный фронт     | 6-я армия | -      | -       | -                | -          |
| 01.03.1942 года | Юго-Западный фронт     | 6-я армия | -      | -       | -                | -          |
| 01.04.1942 года | Юго-Западный фронт     | 6-я армия | -      | -       | -                | -          |
| 01.05.1942 года | Юго-Западный фронт     | 6-я армия | -      | -       | -                | -          |
| 01.06.1942 года | Юго-Западный фронт     | -         | -      | -       | -                | -          |
| 01.07.1942 года | Юго-Западный фронт     | -         | -      | -       | -                | -          |
| 01.08.1942 года | Сталинградский фронт   | -         | -      | -       | -                | -          |

## 27-й отдельный зенитный артиллерийский ордена Красной Звезды дивизион Юго-Западного, 21-й 65-й армий, Центрального, Белорусского и 1-го Белорусского фронтов
В составе действующей армии с 03.11.1942 года по 09.05.1945.
Начал боевой путь участием в операции по окружению группировки войск противника под Сталинградом, затем принимал участие в Курской битве, после чего повторил боевой путь Белорусского (1-го Белорусского фронта)
11.06.1945 года дивизион награждён орденом Красной Звезды
Командир дивизиона капитан Петренко М. П.

### Подчинение
| Дата            | Фронт (округ)         | Армия                       | Корпус | Дивизия | Бригада | Примечания |
| --------------- | --------------------- | --------------------------- | ------ | ------- | ------- | ---------- |
| 01.11.1942 года | Резерв Ставки ВГК     | -                           | -      | -       | -       | -          |
| 01.12.1942 года | Донской фронт         | 21-я армия                  | -      | -       | -       | -          |
| 01.01.1943 года | Донской фронт         | -                           | -      | -       | -       | -          |
| 01.02.1943 года | Донской фронт         | -                           | -      | -       | -       | -          |
| 01.03.1943 года | Резерв Ставки ВГК     | Сталинградская группа войск | -      | -       | -       | -          |
| 01.04.1943 года | Резерв Ставки ВГК     | Сталинградская группа войск | -      | -       | -       | -          |
| 01.05.1943 года | Резерв Ставки ВГК     | -                           | -      | -       | -       | -          |
| 01.06.1943 года | Центральный фронт     | -                           | -      | -       | -       | -          |
| 01.07.1943 года | Центральный фронт     | -                           | -      | -       | -       | -          |
| 01.08.1943 года | Центральный фронт     | -                           | -      | -       | -       | -          |
| 01.09.1943 года | Центральный фронт     | -                           | -      | -       | -       | -          |
| 01.10.1943 года | Центральный фронт     | -                           | -      | -       | -       | -          |
| 01.11.1943 года | Белорусский фронт     | 65-я армия                  | -      | -       | -       | -          |
| 01.12.1943 года | Белорусский фронт     | -                           | -      | -       | -       | -          |
| 01.01.1944 года | Белорусский фронт     | -                           | -      | -       | -       | -          |
| 01.02.1944 года | Белорусский фронт     | -                           | -      | -       | -       | -          |
| 01.03.1944 года | 1-й Белорусский фронт | -                           | -      | -       | -       | -          |
| 01.04.1944 года | 1-й Белорусский фронт | -                           | -      | -       | -       | -          |
| 01.05.1944 года | 1-й Белорусский фронт | -                           | -      | -       | -       | -          |
| 01.06.1944 года | 1-й Белорусский фронт | -                           | -      | -       | -       | -          |
| 01.07.1944 года | 1-й Белорусский фронт | -                           | -      | -       | -       | -          |
| 01.08.1944 года | 1-й Белорусский фронт | -                           | -      | -       | -       | -          |
| 01.09.1944 года | 1-й Белорусский фронт | -                           | -      | -       | -       | -          |
| 01.10.1944 года | 1-й Белорусский фронт | -                           | -      | -       | -       | -          |
| 01.11.1944 года | 1-й Белорусский фронт | -                           | -      | -       | -       | -          |
| 01.12.1944 года | 1-й Белорусский фронт | -                           | -      | -       | -       | -          |
| 01.01.1945 года | 1-й Белорусский фронт | -                           | -      | -       | -       | -          |
| 01.02.1945 года | 1-й Белорусский фронт | -                           | -      | -       | -       | -          |
| 01.03.1945 года | 1-й Белорусский фронт | -                           | -      | -       | -       | -          |
| 01.04.1945 года | 1-й Белорусский фронт | -                           | -      | -       | -       | -          |
| 01.05.1945 года | 1-й Белорусский фронт | -                           | -      | -       | -       | -          |

## 27-й отдельный зенитный артиллерийский дивизион 19-го стрелкового корпуса, Ленинградского фронта и 23-й армии
Принимал участие в Зимней войне
В составе действующей армии с 22.06.1941 года по 20.06.1942.
На 22.06.1941 года являлся зенитным дивизионом 19-го стрелкового корпуса, с боями отступает от советско-финской границы. На 22.07.1941 находился в Кексгольме. На 08.08.1941 года находился в Липола, затем в Элисенваре. К сентябрю 1941 года занял позиции по линии старой границы с Финляндией, где и находился до момента переименования
20.06.1942 переименован в 73-й отдельный зенитный артиллерийский дивизион
Командир дивизиона: капитан Кочубей, Владимир Михайлович

### Подчинение
| Дата            | Фронт (округ)                                                 | Армия      | Корпус                 | Дивизия | Бригада | Примечания |
| --------------- | ------------------------------------------------------------- | ---------- | ---------------------- | ------- | ------- | ---------- |
| 22.06.1941 года | Ленинградский военный округ                                   | 23-я армия | 19-й стрелковый корпус | -       | -       | -          |
| 01.07.1941 года | Северный фронт                                                | 23-я армия | 19-й стрелковый корпус | -       | -       | -          |
| 10.07.1941 года | Северный фронт                                                | 23-я армия | 19-й стрелковый корпус | -       | -       | -          |
| 01.08.1941 года | Северный фронт                                                | 23-я армия | 19-й стрелковый корпус | -       | -       | -          |
| 01.09.1941 года | Ленинградский фронт                                           | -          | -                      | -       | -       | -          |
| 01.10.1941 года | Ленинградский фронт                                           | 23-я армия | -                      | -       | -       | -          |
| 01.11.1941 года | Ленинградский фронт                                           | 23-я армия | -                      | -       | -       | -          |
| 01.12.1941 года | Ленинградский фронт                                           | 23-я армия | -                      | -       | -       | -          |
| 01.01.1942 года | Ленинградский фронт                                           | 23-я армия | -                      | -       | -       | -          |
| 01.02.1942 года | Ленинградский фронт                                           | 23-я армия | -                      | -       | -       | -          |
| 01.03.1942 года | Ленинградский фронт                                           | 23-я армия | -                      | -       | -       | -          |
| 01.04.1942 года | Ленинградский фронт                                           | 23-я армия | -                      | -       | -       | -          |
| 01.05.1942 года | Ленинградский фронт (Группа войск Ленинградского направления) | 23-я армия | -                      | -       | -       | -          |
| 01.06.1942 года | Ленинградский фронт (Ленинградская группа войск)              | 23-я армия | -                      | -       | -       | -          |

## 27-й отдельный зенитный артиллерийский дивизион 3-й Крымской моторизованной дивизии
Сформирован в Севастополе в августе 1941 года
В составе действующей армии с 20.08.1941 года по 10.10.1941.
Являлся зенитным дивизионом 3-й Крымской моторизованной дивизии, находился в Севастополе.
10.10.1941, одновременно с переименованием дивизии, переименован в 341-й отдельный зенитный артиллерийский дивизион 172-й стрелковой дивизии

### Подчинение
Смотри статью 3-я Крымская моторизованная дивизия

## 27-й отдельный зенитный артиллерийский дивизион 27-й танковой дивизии
В составе действующей армии с 22.06.1941 года по 01.08.1941.
Являлся зенитным дивизионом 27-й танковой дивизии.
На 22.06.1941 года дислоцировался в районе Новогрудка. Имел на вооружении зенитные пушки, но не имел к ним боеприпасов. Полностью уничтожен в первые дни войны под Барановичами

### Подчинение
Смотри статью 27-я танковая дивизия